# Damernas åtta med styrman i rodd vid olympiska sommarspelen 2004
Damernas åtta med styrman i rodd vid olympiska sommarspelen 2004 avgjordes mellan den 15 och 22 augusti 2004.

## Medaljörer
| Gren             | Guld | Silver | Brons |
| Åtta med styrman | Rumänien Rodica Florea Viorica Susanu Aurica Bărăscu Ioana Papuc Liliana Gafencu Elisabeta Lipă Georgeta Damian Doina Ignat Elena Georgescu (styrman) | USA Kate Johnson Samantha Magee Megan Dirkmaat Alison Cox Caryn Davies Laurel Korholz Anna Mickelson Lianne Nelson Mary Whipple (styrman) | Nederländerna Froukje Wegman Marlies Smulders Nienke Hommes Hurnet Dekkers Annemarieke van Rumpt Annemiek de Haan Sarah Siegelaar Helen Tanger Ester Workel (styrman) |

## Resultat

### Heat - 15 augusti
Heat 1
1. USA: Kate Johnson, Samantha Magee, Megan Dirkmaat, Alison Cox, Caryn Davies, Laurel Korholz, Anna Mickelson, Lianne Nelson, Mary Whipple (styrman) 5:56,55 WR → Final A
2. Rumänien: Rodica Florea, Viorica Susanu, Aurica Bărăscu, Ioana Papuc, Liliana Gafencu, Elisabeta Lipă, Georgeta Damian, Doina Ignat, Elena Georgescu (styrman) 5:56,77 → Återkval
3. Tyskland Elke Hipler, Britta Holthaus, Maja Tucholke, Anja Pyritz, Susanne Schmidt, Nicole Zimmermann, Silke Guenther, Lenka Wech, Annina Ruppel (styrman) 5:59,75 → Återkval
4. Australien: Sarah Outhwaite, Jodi Winter, Catriona Oliver, Monique Heinke, Julia Wilson, Sally Robbins, Vicky Roberts, Kyeema Doyle, Katie Foulkes (styrman) 6:02,77 → Återkval

Heat 2
1. Nederländerna: Froukje Wegman, Marlies Smulders, Nienke Hommes, Hurnet Dekkers, Annemarieke van Rumpt, Annemiek de Haan, Sarah Siegelaar, Helen Tanger, Ester Workel (styrman) 6:04,10 → Final A
2. Kina: Yu Fei, Luo Xiuhua, Cheng Ran, Yan Xiaoxia, Wu You, Yang Cuiping, Gao Yanhua, Jin Ziwei, Zheng Na (styrman) 6:06,20 → Återkval
3. Kanada: Anna-Marie de Zwager, Pauline van Roessel, Jacqui Cook, Andréanne Morin, Roslyn McLeod, Karen Clark, Romina Stefancic, Sabrina Kolker, Sarah Pape (styrman) 6:12,40  → Återkval

### Återkval
18 augusti 

Återkval 1
1. Rumänien: Rodica Florea, Viorica Susanu, Aurica Bărăscu, Ioana Papuc, Liliana Gafencu, Elisabeta Lipă, Georgeta Damian, Doina Ignat, Elena Georgescu (styrman) 6:03,99 → Final A
2. Tyskland: Elke Hipler, Britta Holthaus, Maja Tucholke, Anja Pyritz, Susanne Schmidt, Nicole Zimmermann, Silke Guenther, Lenka Wech, Annina Ruppel (styrman) 6:06,86 → Final A
3. Australien: Sarah Outhwaite, Jodi Winter, Catriona Oliver, Monique Heinke, Julia Wilson, Sally Robbins, Vicky Roberts, Kyeema Doyle, Katie Foulkes (styrman) 6:09,64 → Final A
4. Kina: Yu Fei, Luo Xiuhua, Cheng Ran, Yan Xiaoxia, Wu You, Yang Cuiping, Gao Yanhua, Jin Ziwei, Zheng Na (styrman) 6:09,87 → Final A
5. Kanada: Anna-Marie de Zwager, Pauline van Roessel, Jacqui Cook, Andréanne Morin, Roslyn McLeod, Karen Clark, Romina Stefancic, Sabrina Kolker, Sarah Pape (styrman) 6:15,18

### Final - 22 augusti
| Placering | Roddare | Land          | Tid     |
| --------- | --- | ------------- | ------- |
|           | Rodica Florea, Viorica Susanu, Aurica Bărăscu, Ioana Papuc, Liliana Gafencu, Elisabeta Lipă, Georgeta Damian, Doina Ignat, Elena Georgescu (styrman)            | Rumänien      | 6:17,70 |
|           | Kate Johnson, Samantha Magee, Megan Dirkmaat, Alison Cox, Caryn Davies, Laurel Korholz, Anna Mickelson, Lianne Nelson, Mary Whipple (styrman)                   | USA           | 6:19,56 |
|           | Froukje Wegman, Marlies Smulders, Nienke Hommes, Hurnet Dekkers, Annemarieke van Rumpt, Annemiek de Haan, Sarah Siegelaar, Helen Tanger, Ester Workel (styrman) | Nederländerna | 6:19,85 |
| 4         | Yu Fei, Luo Xiuhua, Cheng Ran, Yan Xiaoxia, Wu You, Yang Cuiping, Gao Yanhua, Jin Ziwei, Zheng Na (styrman)                                                     | Kina          | 6:21,71 |
| 5         | Elke Hipler, Britta Holthaus, Maja Tucholke, Anja Pyritz, Susanne Schmidt, Nicole Zimmermann, Silke Guenther, Lenka Wech, Annina Ruppel (styrman)               | Tyskland      | 6:21,99 |
| 6         | Sarah Outhwaite, Jodi Winter, Catriona Oliver, Monique Heinke, Julia Wilson, Sally Robbins, Vicky Roberts, Kyeema Doyle, Katie Foulkes (styrman)                | Australien    | 6:31,65 |